# Conseil d'État (république d'Adyguée)
Pour les autres articles nationaux ou selon les autres juridictions, voir Conseil d'État.
 (juin 2023).
Si vous disposez d'ouvrages ou d'articles de référence ou si vous connaissez des sites web de qualité traitant du thème abordé ici, merci de compléter l'article en donnant les références utiles à sa vérifiabilité et en les liant à la section « Notes et références ».
VIIe législature
Siège du Conseil d'État
Le Conseil d'État ou Khase de la république d'Adyguée (en russe : Государственный совет — Хасэ Республики Адыгея, romanisé : Gossoudarstvenny soviet — Khase Respubliki Adygueïa ; en adyguéen : Адыгэ Республикэм и Къэралыгъо Совет — Хасэ, romanisé :Adyghe Respublikem i K'eralygo Sovet — Khase) est l'organe législatif de la république d'Adyguée. 
Il siège au numéro 22 de la rue Joukovskovo de Maïkop. 

## Histoire
La formation de la république d'Adyguée et de ses organes de gouvernement se déroule lors d'événements politiques tumultueux, entraînant un changement du système socio-politique et la création d'un nouvel État. Cela se produit dans un contexte de problèmes économiques, politiques et sociaux non résolus, ainsi que de tensions interethniques exacerbées en raison d'une crise systémique généralisée — la dislocation de l'URSS.
Le 5 octobre 1990, la république socialiste soviétique d'Adyguée est proclamée au sein de la république socialiste fédérative soviétique de Russie lors d'une session extraordinaire du Conseil régional des députés du peuple d'Adyguée. L'indépendance de l'Adyguée est établie par l'adoption de la Déclaration sur la souveraineté étatique de la république d'Adyguée le 28 juin 1991.
Le 3 juillet 1991, le Conseil suprême de la RSFSR adopte une loi « Sur la transformation de la région autonome d'Adygei en république socialiste soviétique au sein de la RSFSR ». Le 23 septembre suivant, le Présidium du Soviet suprême de la RSFSR adopte une résolution « Sur la procédure et les conditions d'élection des députés du peuple dans la république socialiste soviétique d'Adyguée au sein de la RSFSR ». Cela officialise le statut indépendant et à part entière de l'Adyguée en tant que sujet de la fédération de Russie. Cependant, il faut un travail long et minutieux pour donner un véritable contenu à ce statut.
Le 22 décembre 1991, des élections ont lieu pour élire les députés du Conseil suprême et le président de la république de l'Adyguée, marquant la mise en place du premier Soviet suprême pour la RSS d'Adyguée. 
Du 17 au 24 mars 1992, la 1re session du Soviet suprême a lieu. Le 23 mars, l'URSS ayant disparu, la république d'Adyguée est proclamée, remplaçant la RSS d'Adyguée.
Le 10 novembre 1993, le Soviet suprême de la république d'Adyguée adopte une loi « Sur l'organe représentatif et législatif de la république d'Adyguée pour la période de transition ». Cela marque la création du Conseil d'État / Khase de la république d'Adyguée, investie du pouvoir législatif. Les premières élections au Conseil d'État / Khase ont lieu à cette occasion.
Le 10 mars 1995, la Constitution de la république d'Adyguée est adoptée par le Conseil d'État / Khase. Cela marque l'enregistrement légal du statut d'État de l'Adyguée et la stabilisation de son développement. Cela permet une autonomie locale et des prises de mesures qui permettent de préserver l'unité et l'intégrité de la république.

## Pouvoirs
L'existence de cette assemblée législative est conforme à la Constitution de la Russie.
Ses pouvoirs sont déterminés par la Constitution de la république d'Adyguée.

## Composition
L'assemblée compte 50 membres appelés « députés », élus au suffrage universel selon un système électoral mixte pour une durée de 5 ans.